# Atlético Tetuán
Club Atlético Tetuán byl španělský fotbalový klub sídlící ve městě Tetuán ve Španělském protektorátu v Maroku. Klub byl založen v roce 1922 španělskou menšinou v Maroku.
Největším úspěchem klubu je jednoroční účast v nejvyšší soutěži (v sezóně 1951/52). Své domácí zápasy hrál klub na stadionu Estadio de Varela s kapacitou 15 000 diváků.

## Historie
Klub byl založen v roce 1922 španělskou menšinou v Maroku, výraznějších úspěchů se klub dočkal ovšem až po občanské válce. V sezóně 1950/51 se klubu povedlo vyhrát svoji skupinu v Segunda División a postoupit do nejvyšší soutěže. V ní klub obsadil poslední šestnácté místo a sestoupil zpět do druhé nejvyšší soutěže.
V roce 1956, kdy skončila španělská nadvláda nad severním územím Maroka, utíkají španělští hráči a funkcionáři do nedalekého španělského města Ceuta, které stále zůstalo pod španělskou nadvládou. Funkcionáři hned po útěků, sloučily Atlético s místním Sociedad Deportiva Ceuta, čímž vytvořily Club Atlético de Ceuta, které se později přejmenovalo na AD Ceuta FC a dodnes mu patří všechna práva na úspěchy dosažené Atléticem v letech 1922 až do jeho zániku v roce 1956. V samotném Tetuánu ovšem vzniká klub Moghreb Tetuán, kterému připadl všechen nechaný majetek Atlética na marocké půdě. Moghreb se považuje za přímého nástupce Atlética, protože vlastní jak jeho bývalý stadion - tak i všechny trofeje, které zůstaly v Tetuánu.

## Umístění v jednotlivých sezonách
Legenda: Z - zápasy, V - výhry, R - remízy, P - porážky, VG - vstřelené góly, OG - obdržené góly, +/- - rozdíl skóre, B - body, červené podbarvení - sestup, zelené podbarvení - postup, světle fialové podbarvení - přesun do jiné soutěže
| Sezóny  | Liga                        | Úroveň | Z  | V  | R | P  | VG | OG | B   | +/- | Pozice |
| ------- | --------------------------- | ------ | -- | -- | - | -- | -- | -- | --- | --- | ------ |
| 1943/44 | Tercera División – sk. VIII | 3      | 18 | 7  | 4 | 7  | 33 | 33 | 0   | 18  | 5.     |
| 1944/45 | Tercera División – sk. IX   | 3      | 18 | 3  | 6 | 9  | 20 | 44 | -24 | 12  | 10.    |
| ...     |                             |        |    |    |   |    |    |    |     |     |        |
| 1946/47 | Tercera División – sk. XII  | 3      | 18 | 10 | 2 | 16 | 47 | 37 | +10 | 22  | 4.     |
| 1947/48 | Tercera División – sk. VIII | 3      | 26 | 11 | 3 | 12 | 60 | 58 | +2  | 25  | 8.     |
| 1948/49 | Tercera División – sk. VI   | 3      | 26 | 16 | 2 | 8  | 52 | 26 | +26 | 34  | 1.     |
| 1949/50 | Segunda División – sk. II   | 2      | 30 | 15 | 3 | 12 | 55 | 40 | +15 | 33  | 5.     |
| 1950/51 | Segunda División – sk. II   | 2      | 28 | 15 | 5 | 8  | 69 | 35 | +34 | 35  | 1.     |
| 1951/52 | Primera División            | 1      | 30 | 7  | 5 | 18 | 51 | 85 | -34 | 19  | 16.    |
| 1952/53 | Segunda División – sk. II   | 2      | 30 | 15 | 6 | 9  | 66 | 39 | +27 | 36  | 3.     |
| 1953/54 | Segunda División – sk. II   | 2      | 30 | 15 | 3 | 12 | 61 | 46 | +15 | 33  | 7.     |
| 1954/55 | Segunda División – sk. II   | 2      | 30 | 16 | 7 | 7  | 56 | 33 | +23 | 39  | 2.     |
| 1955/56 | Segunda División – sk. II   | 2      | 30 | 15 | 5 | 10 | 60 | 54 | +6  | 35  | 4.     |